# Bonifaz Negele
Bonifaz Negele (* 21. August 1607 in Wels; † 2. Juni 1678 in Steinerkirchen an der Traun) war Benediktiner und Abt des Stiftes Kremsmünster.

## Leben
Negele  legte am 13. April 1625 die Profess ab und wurde am 1. Juni 1633 zum Priester geweiht. Von 1639 bis 1644 war er der 55. Abt des Benediktinerstiftes Kremsmünster. Während seiner Amtszeit bekam die Stiftskirche ihre berühmte Große Glocke, die 1917 für Kriegszwecke abgenommen und eingeschmolzen wurde. Inzwischen hängt im Nordturm des Stiftes die dritte große Glocke aus dem Jahr 1949. 
1639 bekam der Hofgarten die französische Anlage, die sog. „Moschee“ und die Glashäuser. 1678 starb er in Steinerkirchen als Stiftssenior.